# Gary Temkin
Harold (Gary) Temkin (1943) is een Amerikaans zanger en songwriter. Als zanger bracht hij verschillende singles uit. Daarnaast werkte hij als songwriter van popmuziek voor allerlei artiesten en op zijn eigen platen. Hij was actief in de jaren zestig.

## Biografie
Hij bracht in de jaren zestig verschillende singles uit, waaraan hij in alle gevallen zelf ook meeschreef. In 1968 liftte hij met zijn novelty Planet of the apes mee met het succs van de enkele maanden eerder uitgekomen gelijknamige film.
Aan het begin van de jaren zestig schreef hij verschillende nummers voor Connie Francis, meestal samen met anderen, waaronder Vacation dat de top 10 van de Britse en Amerikaanse hitlijsten bereikte. Het nummer werd in deze jaren verschillende malen gecoverd, en langere tijd later nogmaals door Maywood (1991). Een andere compositie voor Francis die de Billboardlijst haalde, was Too many rules.
Verder schreef hij geregeld werk dat door Lesley Gore werd uitgebracht, zoals I'm going out (the same way I came in) (gecoverd door onder meer Kiki Dee en The Cats) en Treat me like a lady (gecoverd door Tages). Beide nummers schreef hij samen met Bob Crewe. Ook namen tientallen andere artiesten zijn werk op. Voorbeelden hiervan zijn Marlena Shaw, The Walker Brothers, Jackie Wilson, The Ronettes, Loleatta Holloway en Bobby Vinton.
In de verantwoording op de platen was hij niet consequent, maar varieerde hij tussen zijn voornamen, Harold en Gary, en gebruikte als achternaam Temkin, Knight en Weston.

## Discografie
Als zanger bracht hij de volgende singles uit (hij was (mede-)auteur van al deze platen):
Als Gary Temkin
- 1961: I'm running away
- 1961: I'm the fall guy

Als Gary Knight
- 1967: Tell me sunshine
- 1968: The world 2,000
- 1968: Planet of the apes